# Вейсманізм-морганізм-менделізм
Вайсманізм-морганізм (також вейсманізм-морганізм-менделізм, вайсманізм) – термін, що використовувався прибічниками так званої «мічурінської агробіології» для позначення класичної генетики, яку в той час лисенківці характеризували як «буржуазну лженауку». Назва створена від імен Августа Вайсмана, Томаса Ганта Моргана та Грегора Менделя – основоположників сучасної генетики. У рамках лисенківщини було створено вчення  напротивагу класичній генетиці – мічурінську агробіологію.
Заслугою Вайсмана є обґрунтування і доказ відсутності успадкування набутих ознак. Він припускав, що за спадковість відповідають хромосоми ядра клітини. Хромосомна теорія була розроблена Томасом Морганом і вона підтвердила припущення Вайсмана. Вайсман також припускав що вплив на спадкові фактори клітин можуть викликати зміни, які згодом можуть успадковуватися. Одним із тих, хто визнавав успадкування надбаних травматичних характеристик та заперечував докази Вайсмана був Іван Володимирович Мічурін. Для того, аби доказати свою точку зору, Мічурін використовував "метод виховання" рослин, який полягав у тому, щоб впливати на сіянці різноманітними факторами. Розвитку і поширенню ідей Мічуріна сприяв Трохим Денисович Лисенко і його прихильники. Вони створили напрям "мічурінської агробіології". Всередині цього напряму також були створені терміни "мічурінська генетика" та "мічурінський дарвінізм". Мічурінська агробіологія заперечувала "закон неуспадкування набутих ознак Вайсмана-Йогансена" і протиставляла йому "закон успадкування набутих ознак Ламарка-Мічуріна-Лисенка". Існування генів заперечувалося, а хромосомна теорія не визнавалася. Праці Вайсмана в період лисенківщини неможливо було знайти, а російською (тоді дуже поширеною) вони не перекладалися. До вчених, які підтримували ідею вейсманізму, були організовані репресії. Формула "менделізм-вайсманізм-морганізм" використовувалася для критики таких вчених. Так, наприклад, у підтримці "вайсманізму-менделізму-морганізму" звинувачували представників "меншовицького ідеалізму".
Стаття у Великій радянській енциклопедії 1949 року трактувала вайсманізм як "реакційно-ідеалістичний, містичний за своєю суттю, напрям у біологічних науках, що отримав свою назву від імені свого основоположника - німецького біолога А. Вайсмана". Поняття вейсманізму вважалося синонімом неодарвінізму. Радянська філософія розглядала "вайсманізм-морганізм" не лише як буржуазну "ідеологічну реакцію на матеріалістичну теорію розвитку органічних форм матерії", але і як антидарвіністський напрям біології, що "служить цілям експлуататорських класів".